# یواس‌اس فاون (ای‌آربی-۳)
یواس‌اس فاون (ای‌آربی-۳) (به انگلیسی: USS Phaon (ARB-3)) یک کشتی بود که طول آن ۳۲۸ فوت (۱۰۰ متر) بود. این کشتی در سال ۱۹۴۳ ساخته شد.